# 铲豹蛛
铲豹蛛（学名：Pardosa kupupa）为狼蛛科豹蛛属的动物。分布于印度以及中国大陆的西藏、四川等地。该物种的模式产地在印度。